# Voice Junior (Sæson 4)
Voice junior sæson 4 er en musikkonkurrence for børn hvor der er 3 coaches Wafande, Oh Land og Joey Moe. Værterne er Mikkel Kryger og Amelia Høy . Fjerde sæson af Voice Junior sendes i efteråret 2016
| Coach    | Artister | Artister  | Artister    | Artister | Artister | Artister | Artister | Artister   | Artister  | Artister |
| -------- | -------- | --------- | ----------- | -------- | -------- | -------- | -------- | ---------- | --------- | -------- |
| Joey Moe | Anneli   | Karen     | Karoline    | Victoria | Sara     | Kerem    | Nayana   | Elle Marie | Anabel    | N/A      |
| Oh Land  | Niklas   | Esmaralda | Oliver      | Ida      | Rumle    | Birk     | Nicolai  | Sally      | Josephine | N/A      |
| Wafande  | Freja    | Anna      | Freja Bella | Clara    | Marius   | Malene   | Mikkel   | Tobias     | Nanna     | Silla    |

## Statistik
Farvekoder:
| – | Joey Moe som coach |
| – | Wafande som coach  |
| – | Oh Land som coach  |

|         | Oliver   |                                           |                                        | Vinder                    | Vinder                 |  |  |  |
|         | Freja    |                                           |                                        | Andenplads                | Andenplads             |  |  |  |
|         | Karoline |                                           |                                        | Tredjeplads               | Tredjeplads            |  |  |  |
|         | Marius   |                                           |                                        | Udstemt (Semifinalen)     | Udstemt (Semifinalen)  |  |  |  |
|         | Ida      |                                           |                                        | Udstemt (Semifinalen)     | Udstemt (Semifinalen)  |  |  |  |
|         | Kerem    |                                           |                                        | Udstemt (Semifinalen)     | Udstemt (Semifinalen)  |  |  |  |
|         | Anneli   |                                           | Udstemt (Kvartfinalen)                 | Udstemt (Kvartfinalen)    | Udstemt (Kvartfinalen) |  |  |  |
|         | Birk     |                                           | Udstemt (Kvartfinalen)                 | Udstemt (Kvartfinalen)    | Udstemt (Kvartfinalen) |  |  |  |
|         | Malene   |                                           | Udstemt (Kvartfinalen)                 | Udstemt (Kvartfinalen)    | Udstemt (Kvartfinalen) |  |  |  |
|         |          |                                           |                                        |                           |                        |  |  |  |
| Udstemt | Udstemt  | Anneli Birk Malene Udstemt i Kvartfinalen | Marius Ida Kerem Udstemt i Semifinalen | Freja Karoline Andenplads | Oliver Vinder          |  |  |  |

## Kvartfinalen (8. oktober)
| Rækkefølge | Coach    | Artist   | Sang                      | Resultat     |
| ---------- | -------- | -------- | ------------------------- | ------------ |
| 1          | Joey Moe | Anneli   | "Ain't My Fault"          | Stemt Ud     |
| 2          | Oh Land  | Birk     | "Retrograde"              | Stemt Ud     |
| 3          | Wafande  | Malene   | "Try A Little Tenderness" | Stemt Ud     |
| 4          | Oh Land  | Ida      | "Når Lyset Bryder Frem"   | Stemt Videre |
| 5          | Joey Moe | Kerem    | "You Raise Me Up"         | Stemt Videre |
| 6          | Joey Moe | Karoline | "Lanterner"               | Stemt Videre |
| 7          | Wafande  | Freja    | "Hurt"                    | Stemt Videre |
| 8          | Oh Land  | Oliver   | "Some Die Young"          | Stemt Videre |
| 9          | Warande  | Marius   | "Signed Sealed Delivered" | Stemt Videre |

## Semifinalen (15. oktober)
| Rækkefølge | Coach    | Artist   | Sang                                  | Resultat     |
| ---------- | -------- | -------- | ------------------------------------- | ------------ |
| 1          | Wafande  | Freja    | "Love on the brain"                   | Stemt Videre |
| 2          | Joey Moe | Kerem    | "Engel"                               | Stemt Ud     |
| 3          | Oh Land  | Ida      | "Tit er jeg glad"                     | Stemt Ud     |
| 4          | Wafande  | Marius   | "Hey ya"                              | Stemt Ud     |
| 5          | Joey Moe | Karoline | "Dybt vand"                           | Stemt Videre |
| 6          | Oh Land  | Oliver   | "Can't help falling in love with you" | Stemt Videre |

## Finalen (22. oktober)
| Rækkefølge | Coach    | Artist   | Sang                | Rækkefølge | Sang Duet med Coach            | Resultat    |
| ---------- | -------- | -------- | ------------------- | ---------- | ------------------------------ | ----------- |
| 1          | Joey Moe | Karoline | "Genie in A Bottle" | 4          | "Mest Ondt" (Med Joey Moe)     | Tredjeplads |
| 2          | Wafande  | Freja    | "This Will Be"      | 5          | "Kom og Tag Mig" (Med Wafande) | Andenplads  |
| 3          | Oh Land  | Oliver   | "Ain't No Sunshine" | 6          | "Love Me Better" (Med Oh Land) | Vinder      |

## Eksterne kilder og henvisninger
- Kluddermutter: Traileroptagelser var tæt på at gå galt for Oh Land tv2.dk 6. september 2016

 Der er for få eller ingen kildehenvisninger i denne artikel, hvilket er et problem. Du kan hjælpe ved at angive troværdige kilder til de påstande, som fremføres i artiklen.